# Paltita
Paltita é um termo usado com referência a Helez, um dos homens poderosos de Davi, segundo rei da nação de Israel e que geralmente se refere, segundo se acredita, a um nativo de Bete-Pelete. Nas listas correspondentes em 1 Crônicas 11:27; 27:10, Helez é chamado de “o pelonita”.

## Pelonita
Termo usado referente a Helez e Aijá, dois dos principais guerreiros de Davi. Helez é chamado de “o paltita” no registro paralelo em 2 Samuel 23:26, e alguns lexicógrafos acham que esta é a forma preferível de classificá-lo. O nome Aijá  não ocorre, pelo menos nesta forma, na lista correspondente em 2 Samuel 23:24-39.